# Detrans
Detrans (título completo: Detrans: The Dangers of Gender-Affirming Care) es un cortometraje documental de 2023 producido y distribuido por la organización conservadora estadounidense sin fines de lucro PragerU. El objetivo de la película, según Marissa Streit, directora ejecutiva de PragerU, era «informar a los jóvenes estadounidenses sobre los peligros de los cuidados de afirmación de género a través de [...] testimonios de quienes realmente se arrepienten de ello». La película se centra en entrevistas a dos adultos que se identificaron a sí mismos como trans y que luego llegaron a identificarse como cisgénero. El presidente de Human Rights Campaign lo ha descrito como propaganda para «difundir información errónea y estigmatizar a las personas transgénero».

## Argumento
Detrans comparte las historias de dos personas que hicieron la transición de género y que luego «destransicionaron» después de que cambió la autopercepción de su identidad de género. También incluye a Leor Sapir, miembro del Manhattan Institute for Policy Research, así como al abogado Harmeet Dhillon, quien ha presentado casos contra proveedores de atención médica que realizan cirugías de afirmación de género, en representación de personas que optaron por someterse a una cirugía cuando eran menores de 18 años. Con menos detalle, la película también muestra a Chloe Cole, Prisha Mosely y Camille Kiefel, quienes han abandonado la transición y ahora abogan contra los derechos de las personas transgénero.
La película afirma que las personas entrevistadas fueron «manipuladas por el movimiento trans».

## Campaña publicitaria
Detrans fue liberado como parte de un US$1 million de campaña y se anunció en X (anteriormente Twitter) como parte de un «takeover de la línea de tiempo», que muestra un único anuncio dirigido a todos los usuarios que promocionan el hashtag «#DETRANS». PragerU cubrió a X con publicidad «para que fuera la primera que se mostrara a la mayoría de los usuarios de la plataforma de redes sociales durante todo el día», una campaña facilitada por las políticas de Elon Musk que permiten más contenido antitrans en la plataforma. PragerU ha declarado que eligieron anunciar en Twitter porque es «una de las plataformas de redes sociales menos censuradas».
Una de las personas centradas en la película, Daisy, compartió sus ideas sobre la detransición en Twitter antes del estreno de la película. En septiembre de 2023, afirmó que todavía «fantasea con ser un chico al menos un par de veces a la semana», aunque indicó que ya no puede «complacerse con esas fantasías». Durante el takeover, Daisy tuiteó: «El documental de PragerU se centra principalmente en la medicalización transgénero de menores. No dije esto en el artículo, pero no creo que haya una sola persona, ya sea que tenga 8 años o 80, quienes deberían hacer la transición médica... ...y además, todos deberían volverse católicos».
PragerU ha realizado en el pasado otros vídeos antitrans que fueron eliminados de YouTube por violar las restricciones al discurso de odio, en los que ser transgénero se comparaba con una enfermedad.

## Recepción
Detrans fue criticado y descrito como propaganda por el presidente de Human Rights Campaign, ya que el cortometraje no mencionó que las investigaciones muestran que sólo alrededor del uno por ciento de las personas transgénero se arrepienten de haber hecho la transición:
Los llamados documentales como el que vende PragerU no hacen más que difundir información errónea y estigmatizar a las personas transgénero. Dadas las crecientes amenazas de violencia que enfrenta la comunidad transgénero, ofrecer una plataforma para este tipo de propaganda llena de odio no sólo es inmoral: es peligroso. El takeover de la línea de tiempo de hoy es otra mancha en la plataforma.
En nombre de Truthout, Erin Reed escribió: «La historia de la plataforma de Daisy para atacar a las personas transgénero tiene muchos ecos del movimiento exgay de los años 1990 y principios de los 2000... un enfoque en estar roto, una búsqueda de redención religiosa, una enmarcar las identidades LGBTQ+ como una 'elección' o algo a lo que las personas se ven obligadas, y una historia de 'curación'». En respuesta al cortometraje, James Factora, escribiendo para Them , proporcionó estadísticas sobre la baja tasa de detransición y concluyó: «Como muestra PragerU, [...] la derecha no está tan preocupada por los hechos como por los sentimientos, para usar una frase prestada». En respuesta al takeover de la línea de tiempo por parte de PragerU, que promocionó su película entre todos los usuarios de la plataforma usando el hashtag «#DETRANS», los usuarios de Twitter intentaron «secuestrar» el hashtag, inundándolo con tuits no relacionados, así como mensajes afirmativos y de contranarrativa sobre personas trans. PragerU ha alegado que el cortometraje fue rechazado por múltiples festivales de cine.